# Scordiscus
Scordiscus era una gualdrapa de cuero con que se adornaba a los caballos en Antigua Roma. G. Lafaye en el Dictionnaire des antiquités grecques et romaines, artículo Scordiscus dice que "Esta palabra no se ve citada antes del siglo III de la era cristiana (en Corpus incript. lat., número 4508), por lo cual sería aventurado buscar en monumentos más lejanos la imagen del objeto al que designaba." Algunos han querido ver en ella un derivado de scortum (cuero), mientras que otros la han hecho afín al nombre de los Scordisci, pueblo de la Panonia donde había excelentes jinetes. El mencionado Lafaye, después de analizar otras opiniones y algunos lugares donde se halla citado el scordiscus, concluye que era una variedad de ephippium, una gualdrapa con la que se cubría la espalda del caballo montado, no tanto para asegurar el asiento del jinete, cuanto para asegurar al animal. El ephippium podía ser de tela; el scordiscus, al contrario, era siempre de cuero, pero no tenía, propiamente hablando, la forma de silla. 

## Scordiscarii
La fabricación del scordiscus estaba confiada a operarios especiales, por nombre scordiscarii.